# Ружева, Алтын Ибрагимовна
Алтын (Алтмашка) Ибрагимовна Ружева (28 февраля 1928, ныне Байганинский район Актюбинской области — 30 сентября 1990, Талды-Курган, Казахская ССР) — казахская советская актриса, народный артист Казахской ССР (1976; заслуженный артист Казахской ССР — с 1966 года).

## Биография
Алтын Ружева окончила в 1947 году Алма-Атинскую школу киноактёров и начала сценический путь в Актюбинском музыкально-драматическом театре. Однако в том же году этот театр был реорганизован, и Алтын Ружева стала работать в Джамбулском областном казахском театре драмы, в котором она трудилась до 1979 года. В 1966 и 1976 годах с труппой театра она выступала в Алма-Ате.
В 1979-1981 годах она работала директором Гурьевского областного казахского театра драмы имени Махамбета Утемисова, с 1982 года — актрисой Талды-Крганского областного казахского театра драмы.

## Роли в театре
Первой ролью Алтын Ружевой была Дженевра в спектакле «Глубокие корни» Д. Гоу и А. Д. Юссо. Выступала в различных ролях: Айман, Енлик («Айман — Шолпан», «Енлик — Кебек» М. О. Ауэзова), Актокты, Баян («Ахан сере — Актокты», «Козы Корпеш — Баян сулу» Г. М. Мусрепова), Карашаш («Алдар Косе» Ш. Хусаинова), Акжунус («Ер Таргын» С. А. Камалова и Е. Г. Брусиловского).
Игре актрисы были свойственны обаяние, правдивость и задушевные лирические краски. Актёрское дарование Алтын Ружевой особенно полно раскрылось в переводном репертуаре: Жанат («Тёща и сноха» М. Шамхалова), Толгонай («Материнское поле» по Ч. Т. Айтматову; отмечена дипломом Министерства культуры СССР в 1971 году), Танкабике («В ночь лунного затмения» Мустая Карима), Айша («Восхождение на Фудзияму» Ч. Т. Айтматова и К. Мухамеджанова), Эльзевира («Клоп» В. В. Маяковского), Любовь Яровая (одноимённая драма К. А. Тренева), Параша, Кручинина («Горячее сердце», «Без вины виноватые» А. Н. Островского; за роль Кручининой была отмечена дипломом первой степени и стала лауреатом Республиканского смотра театров), Агафья Тихоновна («Женитьба» Н. В. Гоголя), Зербинетта («Проделки Скапена» Ж. Б. Мольера), Беатриче («Слуга двух господ» К. Гольдони; лауреат и диплом первой степени Республиканского смотра театров в 1955 году) и другие.